# NGC 148
NGC 148 este o galaxie lenticulară situată în constelația Sculptorul. A fost descoperită în 27 septembrie 1834 de către John Herschel.